# A hosszútávfutó magányossága (film)
A hosszútávfutó magányossága (eredeti cím: The Loneliness of the Long Distance Runner) 1962-ben bemutatott fekete-fehér brit sportdráma, melyet Tony Richardson rendezett. A forgatókönyvet saját, 1959-es azonos című novellája alapján Alan Sillitoe írta. A főbb szerepekben Tom Courtenay és Michael Redgrave látható.
Az 1962. szeptember 21-én bemutatott film pozitív kritikákat kapott és a brit filmművészet legjobbjai közt tartják számon.

## Cselekmény
Colin Smith hasonló korú társaival együtt megbilincselve érkezik a Ruxton Towers nevű, fiatalkorú fiúk számára fenntartott nevelőintézetbe. Az igazgató hisz abban, hogy a kemény munka és a fegyelem a társadalom hasznos tagjaivá formálhatja az elítélteket. A mogorva és lázadozó Colin azonnal szemet szúr neki, különösen amikor felfigyel annak futótehetségére (mivel az intézet a sportfoglalkozásokra is nagy hangsúlyt fektet). Colin legyőzi az intézet bajnokát, így az igazgató esélyes sportolót lát benne ahhoz, hogy elnyerje a vándorkupát a rivális, felső társadalmi osztályba tartozó fiúkat tanító, elit Ranley iskolától – amivel a dicsőség mellett igazolhatná a rehabilitációs program sikerét. Az igazgató szárnyai alá veszi a fiút és engedélyezi neki az intézet kerítésein kívüli önálló futóedzéseket.
Colin futás közben visszaemlékezik problémás múltjára: szegény, alacsony társadalmú rangú nottinghami családból származik, gyári munkás apja gyógyíthatatlan beteg lett és meghalt. Munkaadója 500 font kártérítési pénzt ajánl fel a családfőt elveszítő Smith-családnak és állást kínál a dolgozni nem akaró Colinnak. Colin inkább legjobb barátjával, Mike-kal követ el kicsinyes bűncselekményeket és szerez némi pénzt. A fiú megvetően követi figyelemmel, édesanyja hogyan szórja el a hirtelen jött és Colin szerint megalázó összeget. Colin a neki jutó pénz egy részét elégeti, a többiből Skegnessbe megy Mike-kal és két nemrég megismert lánnyal. Colin itt bevallja randipartnerének, Audrey-nak: ő az első nő, akivel lefeküdt.
Anyja beköltözteti magukhoz új szeretőjét, aki nagyon nehezen jön ki Colinnal. Vitába keverednek és az anya elzavarja otthonról fiát, amíg az nem keres végre pénzt. Mike-kal az utcákat róják és észreveszik egy pékség nyitott ablakát, ahová betörnek és egy pénzkazettát ellopva 70 fontot zsákmányolnak. Colin az ereszükbe rejti a pénzt és a kiérkező rendőröknek mindent letagad, a hatóság a házkutatás során sem talál semmi bizonyítékot a fiú bűnösségére. A rámenős nyomozó újabb látogatásakor épp szakad az eső és véletlenül előkerül a lopott pénz az ereszből, így Colin lebukik.
Colint féltékeny nevelőintézeti társai egyre inkább az igazgató kedvencének tartják és azzal vádolják, hogy az intézet vezetője kivételezik vele és a többieknél sokkal elnézőbb bánásmódban részesül. A Ruxton Towersbe új elítéltként bekerülő Mike is csalódottan figyeli a fejleményeket és lázadóként megismert barátja látszólagos konformizmusát. Elérkezik az öt mérföldes (kb. 8 kilométeres) futóverseny napja, ahol a Ranley sztárfutója, Gunthorpe lesz Colin vetélytársa. A verseny utolsó szakaszában Colin megelőzi a kimerült fiút és magabiztos előnyre tesz szert. Korábbi élete nehézségei és megaláztatásai hirtelen megrendítő mentális képek formájában törnek rá és Colin a cél előtt megáll. Miközben a Ruxton Towers szurkolói próbálják rávenni a célszalag átszakítására, Colin dacos mosollyal figyeli a csalódott igazgatót és nyerni hagyja ellenfelét.
A film végén Colin az intézet műhelyében dolgozik és az odalátogató igazgató levegőnek nézi őt.

## Szereplők
| Színész          | Szerep                       | Magyar hang        | Magyar hang     |
| Színész          | Szerep                       | 1. szinkron (1963) | 2. szinkron     |
| ---------------- | ---------------------------- | ------------------ | --------------- |
| Tom Courtenay    | Colin Smith                  | Koncz Gábor        | Bozsó Péter     |
| Michael Redgrave | börtönigazgató               | Bárdy György       | Szilágyi Tibor  |
| Avis Bunnage     | Mrs. Smith                   | Kelemen Éva        | Borbás Gabi     |
| Alec McCowen     | Brown                        |                    | Epres Attila    |
| James Bolam      | Mike                         | Tahi Tóth László   | Boros Zoltán    |
| Joe Robinson     | Roach                        |                    |                 |
| Dervis Ward      | nyomozó                      |                    | Barbinek Péter  |
| Topsy Jane       | Audrey                       | Farkas Gabi        | Csampisz Ildikó |
| Julia Foster     | Gladys                       |                    | Kerekes Andrea  |
| Raymond Dyer     | Gordon, Mrs. Smith szeretője |                    |                 |
| Arthur Mullard   | intézeti főnök               |                    |                 |
| James Fox        | Gunthorpe                    |                    |                 |
| Derek Fowlds     | elítélt                      |                    |                 |
| John Thaw        | Bosworth                     |                    |                 |

## Fordítás
- Ez a szócikk részben vagy egészben  a   The Loneliness of the Long Distance Runner (film) című angol Wikipédia-szócikk ezen változatának fordításán alapul.  Az eredeti cikk szerkesztőit annak laptörténete sorolja fel. Ez a jelzés csupán a megfogalmazás eredetét és a szerzői jogokat jelzi, nem szolgál a cikkben szereplő információk forrásmegjelöléseként.